# Kiakhta
Kiakhta (en buriat: Хяагта, Khyaagta; rus: Кя́хта) és una ciutat de la República de Buriàtia, a Rússia. Es troba a la vora del riu Kiakhta i és a prop de la frontera amb Mongòlia.

## Història
Kiakhta fou fundada per Savva Raguzinski com a lloc de comerç entre Rússia i l'Imperi Qing el 1728. La ciutat va esdevenir la terminal oriental de la Gran Ruta de Sibèria cap a Moscou i prosperà gràcies al comerç transfronterer amb Altanbulag, que aleshores era una ciutat comercial xinesa anomenada Maimatxin.
La fundació de la ciutat va fer-se amb un tractat, un dels primers entre la Xina i una nació occidental, el Tractat de Kiakhta, que va establir els acords comercials i definia la frontera entre Sibèria i l'Imperi Qing i els territoris de Mongòlia i de Manxúria. Com a resultat d'aquell acord, Kiakhta va ser un punt exclusiu de comerç a la frontera.
En aquella època els russos venien sobretot pells, tèxtils, roba, cuir i bèsties, mentre que els xinesos venien seda, cotó, te, fruites, porcellana, arròs, espelmes, ruibarbre, gingebre i mesc.
Després que el 1860 s'obrís al comerç tota la frontera entre Rússia i la Xina, Kiakhta va entrar en decadència. La ciutat s'anomenà Troitskossavsk durant la primera part del segle xx, fins que el 1935 recuperà el seu nom original.